# Godo (gentilicio)

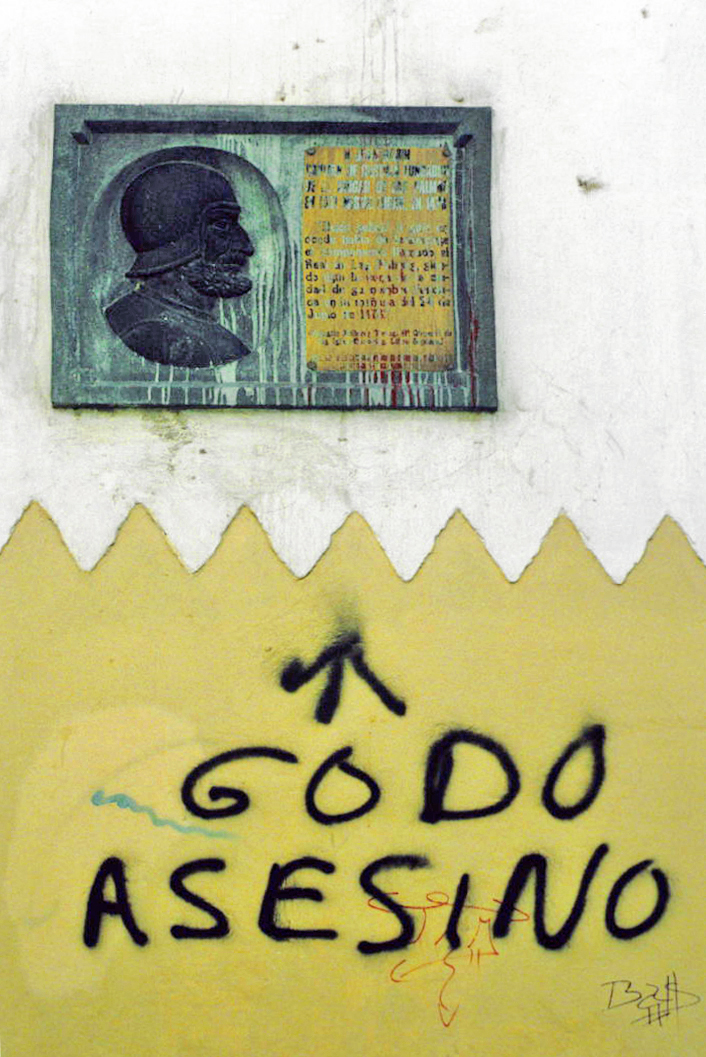
Uso del término godo en un grafiti

Godo es un gentilicio coloquial utilizado en las islas Canarias para referirse de forma despectiva al español, siempre que no sea de Canarias.
Originalmente, el término surgió como un rechazo popular a aquellos que, procedentes de la península ibérica, se trasladaban a vivir a Canarias y desestimaban el acento y la cultura del archipiélago. Estos eran acusados por los canarios de sentimientos de supremacía.

## Otros usos
Mientras, en Colombia se refiere a los miembros del Partido Conservador.